# Tranh Tú
Tranh Tú (chữ Hán giản thể: 竞秀区, âm Hán Việt: Tranh Tú khu) là một quận thuộc địa cấp thị Bảo Định, tỉnh Hà Bắc, Cộng hòa Nhân dân Trung Hoa. Quận này có diện tích 131,3 ki-lô-mét vuông, dân số 460.000 người. Mã số bưu chính của quận là 071052. Về mặt hành chính, quận được chia thành 5 nhai đạo, 5 hương.
- Nhai đạo: Tiên Phong, Kiến Thiết Nam Lộ, Tân Thị Trường, Đông Phong, Hàn Thôn Bắc Lộ.
- Hương: Phú Xương, Nam Ký, Hiệt Trang, Hàn Thôn, Giang Thành.

Trước đây là quận Tân Thị và được đổi tên thành quận Tranh Tú từ tháng 5/2015.